# Begonya Montalban i Vilas
Begonya Montalban i Vilas   (Mont-ras, 1974) és una farmacèutica i política catalana, diputada al Parlament de Catalunya en les IX i X legislatures (2010-2015).

## Biografia
És filla de Manuel Montalban i Pua, alcalde de Mont-ras per CiU de 1995 a 2007. L'any 1998 es llicencià en Farmàcia a la Universitat de Navarra. Va obtenir el Màster d'Atenció Farmacèutica Comunitària per la Universitat de València. Empresària des del 2003 amb dues parafarmàcies i titular d'Oficina de Farmàcia.
Des de l'any 1989 fins al 2003 va militar a la Joventut Nacionalista de Catalunya. I des del 2004 a Convergència Democràtica de Catalunya fins a la seva dissolució.
Des de 2009 fins al 2012 va ser delegada local del comitè executiu local de CDC de Palafrugell.
A les eleccions municipals de Palafrugell del 22-M del 2011 estava en el lloc 5 de la llista de CiU presidida per Albert Gómez i Casas. Del 2010 al 2013 va ser regidora de l'Ajuntament de Palafrugell amb el càrrec d'adjunta a Joventut.
Fou escollida diputada per CiU a les eleccions al Parlament de Catalunya de 2010 i 2012. Va ser membre de les comissions d'Agricultura, Joventut, Exteriors, Peticions i Salut, de la qual va ser secretària i en la que va desenvolupar la major part de la seva tasca. I coordinadora de l'intergrup del poble gitano. A les eleccions al Parlament de Catalunya de 2015 formà part de la candidatura Junts pel Sí per la circumscripció de Girona.
Ha estat associada al Partit Demòcrata Europeu Català i va formar part de l'executiva comarcal del Baix Empordà.